# Галкин, Владимир Александрович
Влади́мир Алекса́ндрович Га́лкин (22 мая 1908 — 27 декабря 1944) — полковник, Герой Советского Союза.

## Биография
Родился в 1908 году в с. Ушаково ныне Гагинского района, Нижегородской области. В конце 20-х годов он переехал в Дзержинск Нижегородской области. Стал работать на Чернореченском химическом заводе. Здесь стал коммунистом. Впоследствии стал заведующим отделом Дзержинского райкома ВЛКСМ.
В 1932 году Владимир поступил в танковое училище, после окончания которого служил командиром взвода 55-й легко-танковой бригады Московского военного округа (с декабря 1934), командиром взвода 20-й броне-бригады Забайкальского военного округа (с сентября 1935), а затем командиром взвода 9-й броне-бригады Монгольской Народной Республики (с августа 1936 года).
В 1939 году японские войска начали боевые действия на Халкин-Голе. За отвагу в сражениях танкист Галкин был награждён орденом Красного Знамени и орденом Монгольской Народной Республики.
В 1940 году танки его роты вели сражение с финской армией. С начала Великой Отечественной войны танковый батальон старшего лейтенанта Галкина выполнял опасные задания, не раз прорываясь в тыл врага. В 1944 году гвардии полковник Галкин командует танковым полком на первом Белорусском фронте.
За время боёв 21-24 июля 1944 года при освобождении польских городов Хелм и Люблин танкистами под командованием подполковника Галкина В. А. было подбито двенадцать танков и два штурмовых орудия, уничтожено много другой техники и живой силы противника.
В возрасте 36-ти лет, в декабре 1944 года Владимир Александрович Галкин заболел и умер в госпитале.
Указом Президиума Верховного Совета СССР от 24 марта 1945 года Владимиру Александровичу Галкину посмертно присвоено звание Героя Советского Союза.

## Память
Имя Героя Советского Союза В. А. Галкина носит средняя школа в его родном селе Ушаково, там же установолен его бюст. Мемориальная доска — в городе Дзержинске Нижегородской области. Имя В. А. Галкина высечено золотыми буквами на мемориальных досках вместе с именами всех 78-и Героев Советского Союза 112-й Башкирской (16-й гвардейской Черниговской) кавалерийской дивизии, установленных в Национальном музее Республики Башкортостан и в Музее 112-й (16-й гвардейской) Башкирской кавалерийской дивизии в г. Уфе.